# بخش شهر بمبئی
بخش شهر بمبئی (به انگلیسی: Mumbai City district) یک بخش در هند است که در بخش کنکان واقع شده‌است. بخش شهر بمبئی ۱۵۷ کیلومتر مربع مساحت و ۳٬۰۸۵٬۴۱۱ نفر جمعیت دارد.